# جانی‌بیک اکابر
جانی‌بیک اکابر (به انگلیسی: Jonibek Akobirov)، (زاده ۱۹۵۲ - درگذشت ۲۰۱۴) نویسنده اهل تاجیکستان بود

## زندگی‌نامه
جانی‌بیک اکابر سال ۱۹۵۲ در ناحیه نورآباد در شرق تاجیکستان متولد شد و مکتب همگانی را در این منطقه به پایان برد. سپس او به شعبه شبانه بخش تاریخ دانشگاه ملی تاجیکستان پذیرفته و سال ۱۹۸۰ از این دانشگاه فارغ‌التحصیل شد. در سال‌های اول بعد از دانشگاه او در «چاپخانه عرفان» کار کرد و بعداً در چندی از نشریه‌های زمان شوروی به عنوان خبرنگار فعالیت داشت. او در سال ۱۹۹۲، در زمان حکومت مصالحه ملی تاجیکستان، مدتی سخنگوی اکبرشاه اسکندراف، رئیس پارلمان وقت تاجیکستان، هم بود. جانی‌بیک اکابر که عنوان «نویسنده مردمی تاجیکستان» را دارد، در دهه‌های ۱۹۸۰ و ۱۹۹۰ مدتی مدیر شعبه نثر مجله «صدای شرق» بود و از سال ۱۹۹۷ تا امروز سردبیری این مجله را بر عهده داشت.
طوری که عبدالحمید صمد، نویسنده تاجیک، می‌گوید، مجله «صدای شرق» در دوران سردبیری جانی‌بیک اکابر منتظم نشر می‌شد وی همواره تلاش می‌کرد برای چاپ آن هزینه‌ای پیدا کند.

آقای صمد می‌گوید که جانی‌بیک اکابر در فعالیت ترجمانی خود نیز بی‌نظیر بود: "او از نویسندگان روس و خارجی حکایات و قصه و رمان های زیادی را ترجمه کرد و فعالیت وی در محیط ادبی ما بسیار گسترده و پرثمر بود. این نویسنده در ادبیات معاصر تاجیکستان جایگاه ویژه‌ای داشت. وی در زندگی نیز انسانی پاک‌کار و هدفمند بود"
آقای صمد مرگ او را ضایعه‌ای گران برای ادبیات تاجیکستان خواند. وی "جانی بیک اکابر بسیار برمحل از بین ما رفت و یکی از نویسندگان چیره‌دست تاجیک بود. از او به ما کتاب‌های بسیار خواندنی، با دید تازه و با قهرمانان دلنشین، به میراث مانده‌اند که در آینده نیز خوانندگان خود را خواهند داشت."
جانی‌بیک اکابر از سال ۱۹۸۴ عضو اتحادیه نویسندگان تاجیکستان بود. 
جانی‌بیک اکابر، در سن ۶۲ سالگی در اثر سکته مغزی در شهر دوشنبه درگذشت. مراسم تشییع جنازه او روز جمعه ۲۵ ژوئیه در شهر دوشنبه برگزار و او در گورستان کالینین» در شمال دوشنبه به خاک سپرده شد.

## جوایز
اکابر در سال ۱۹۹۰ جایزه جوانان تاجیکستان و دیرتر جایزه ادبی صدرالدین عینی را برد.

## کتابشناسی
در سال ۱۹۸۳ نخستین مجموعه داستان‌های کوتاهش با نام «دنیا به امید» منتشر شد. در سال‌های بعدی کتاب‌های دیگر جانی‌بیک اکابر با نامهای «خرمن ستاره» (۱۹۸۵)، «مرغ سمندر» و «کوهستانی» (۱۹۸۷) و «پزمانی» (۱۹۹۰) چاپ شدند و در آخرین کتاب وی با عنوان «قلم‌های کوهستانی» (۲۰۱۲) به چاپ رسید.
موضوع اصلی آثار اکابر زندگی ساکنان منطقه‌های کوهستانی تاجیکستان است.
وی همچنین برخی از اثرها و حکایات نویسندگان خارجی، مانند ایوان تورگنیف، پروسکورین، باشو، ایوو آندریچ، واسیلی شوکشین و غیره را به زبان فارسی به خط سیریلیک ترجمه کرده است. برخی از آثار او نیز به زبان‌های مختلف جهان ترجمه شده‌اند.